# Георги Райков (учител)
 Тази статия е за учителя и революционера.  За бореца вижте Георги Райков.  
Георги Райков Палчев е български учител и революционер, деец на Вътрешната македоно-одринска революционна организация.

## Биография
Георги Райков е роден в 1864 година в костурското село Търнава, тогава в Османската империя, днес Прасино, Гърция. Учи в Сливенската гимназия, в която през 1883 г. завършва III клас. Завръща се в Търново и до 1912 година е учител в различни села в Костурско, Леринско, Ресенско и Охридско, като работи за утвърждаването на българщината и отхвърлянето на гърцизма в Югозападна Македония и преминаване под върховенството на Българската екзархия. Става член на ВМОРО.
При избухването на Балканската война в 1912 година е доброволец в Македоно-одринското опълчение и служи от 15 ноември 1912 година до 10 август 1913 година в 1 и 4 рота на 8 костурска дружина.
След като родният му край попада в Гърция след Междусъюзническата война Райков е преследван от новите власти и в 1923 година емигрира в България и се установява в София.